# Henry Wilcoxon
Cet article concerne l'acteur de 1905-1984. Pour le scientifique de 1892-1965, voir Frank Wilcoxon.
Henry Wilcoxon (né le 8 septembre 1905 en Dominique (Empire britannique), mort le 6 mars 1984 à Los Angeles (Californie) est un acteur et producteur.

## Biographie
Harry Frederick Wilcoxon naît le 8 septembre 1905 à Roseau, capitale de la Dominique. Son père, Robert Stanley Wilcoxon (appelé "Le bronzé"), est directeur de la Banque coloniale en Jamaïque. Sa mère, Lurleene Minuette Núñez de Córdoba, avait été comédienne-amateur de théâtre.

## Carrière au cinéma
À la fin de ses études, Harry Wilcoxon est embauché par Joseph Rank, le père du producteur cinématographique britannique J. Arthur Rank, puis travaille chez des tailleurs londoniens de Bond Street, Pope et Bradshaw. Wilcoxon fait une demande de visa pour travailler comme chauffeur aux États-Unis ; on la lui refuse. Il se tourne alors vers la boxe et la comédie.
C'est en 1930 qu'il fait ses débuts au cinéma dans le film The Perfect Lady. Jusqu'en 1934, il tournera dans huit films britanniques. Alors qu'il joue une pièce de théâtre, Eight Bells, en 1933, un découvreur de talent de la société cinématographique américaine Paramount Pictures lui fait faire un bout d’essai qui sera vu à Hollywood par le célèbre producteur et réalisateur Cecil B. DeMille. Emballé, celui-ci lui donne aussitôt le rôle majeur du général romain Marc Antoine dans sa superproduction de 1934, Cléopâtre, au côté de la grande star du moment, Claudette Colbert. Le film sera un très grand succès. En 1935, il est Richard Cœur de Lion dans une autre superproduction réalisée par Cecil B. DeMille : Les Croisades. Mais le film est un échec, avec un déficit de 700 000 dollars. Dès lors, la carrière de Henry Wilcoxon stagne. Même s'il joue dans de nombreux films, ce sont des productions de série B.
En 1936, il épouse Sheila Garrett Browning dont il divorce très vite. En 1938, il se remarie avec Joan Woodbury (1915-1989), qualifiée par le critique de cinéma Don Daynard d' « actrice de second ordre ».
Quand éclate la Deuxième guerre mondiale, Henry Wilcoxon s'engage dans la Garde côtière des États-Unis (United States Coast Guard). Il y servira jusqu'en 1946 et obtiendra le grade de lieutenant.

## Filmographie

### comme acteur
- 1931 : The Perfect Lady : Larry Tindale
- 1932 : Self Made Lady : Bert Taverner
- 1932 : The Flying Squad : Inspector Bradley
- 1933 : Taxi to Paradise : Stephen Randall
- 1933 : Lord of the Manor : Jim Bridge
- 1934 : Princess Charming : Captain Launa
- 1934 : Cléopâtre : Marc Antony
- 1935 : Les Croisades (The Crusades) : King Richard of England
- 1936 : Maroussia (A Woman Alone) : Capt. Nicolai Ilyinski
- 1936 : Le Dernier des Mohicans (The Last of the Mohicans) : Maj. Duncan Heyward
- 1936 : The President's Mystery : James Blake
- 1937 : Âmes à la mer (Souls at Sea) : Lieutenant Stanley Tarryton
- 1937 : Jericho de Thornton Freeland : Capt. Mack
- 1938 : Alerte au bagne (Prison Nurse) de James Cruze : Dale
- 1938 : Mon oncle d'Hollywood (Keep Smiling) de Herbert I. Leeds : Jonathan Rand
- 1938 : Le Roi des gueux (If I Were King) : Captain of the Watch
- 1938 : Five of a Kind : Dr. Scott Williams
- 1938 : M. Moto dans les bas-fonds (Mysterious Mr. Moto) : Anton Darvak
- 1939 : Woman Doctor : Allan Graeme
- 1939 : The Arizona Wildcat : Richard Baldwin
- 1939 : Chasing Danger : Captain Andre Duvac
- 1939 : Tarzan trouve un fils (Tarzan Finds a Son!) : Mr. 'Sandee' Sande
- 1940 : Free, Blonde and 21 : Dr. Hugh Mayberry
- 1940 : The Crooked Road : Bob Trent
- 1940 : Earthbound : Dr. Jeffrey Reynolds
- 1940 : Mystery Sea Raider d'Edward Dmytryk : Capitaine Jimmy Madden
- 1941 : The Lone Wolf Takes a Chance : Jordan
- 1941 : Lady Hamilton (That Hamilton Woman) : Capitaine Hardy
- 1941 : Scotland Yard (en) : Dakin Barrolles
- 1941 : Au sud de Tahiti (South of Tahiti) de George Waggner : Captaine Larkin
- 1941 : Vendetta (The Corsican Brothers) : Count Victor Franchi
- 1942 : The Man Who Wouldn't Die d'Herbert I. Leeds : Dr Haggard
- 1942 : Madame Miniver (Mrs. Miniver) : Vicar
- 1942 : Johnny Doughboy : Oliver Lawrence
- 1947 : Dragnet (en) : Inspecteur Geoffrey James
- 1947 : Les Conquérants d'un nouveau monde (Unconquered) : Capt. Steele
- 1949 : Un Yankee à la cour du roi Arthur (A Connecticut Yankee in King Arthur's Court) de Tay Garnett : Sir Lancelot
- 1949 : Samson et Dalila : Prince Ahtur
- 1950 : L'Histoire des Miniver (The Miniver story) : Vicar
- 1952 : Sous le plus grand chapiteau du monde (The Greatest Show on Earth) : FBI Agent Gregory
- 1952 : Scaramouche de George Sidney : Chevalier de Chabrillaine
- 1956 : Les Dix Commandements (The Ten Commandments) de Cecil B. DeMille : Pentaur
- 1965 : Le Seigneur de la guerre (The War Lord) : Frisian Prince
- 1968 : La Marine en folie (The Private Navy of Sgt. O'Farrell) : RAdm. Arthur L. Stokes
- 1968 : Les Mystères de l'Ouest (The Wild Wild West), (série TV) - Saison 4 épisode 19, La Nuit des Pistoleros (The Night of the Pistoleros), de Bernard McEveety : Armando Galiano
- 1971 : Sarge (en) (TV) : Bishop Andrade
- 1971 : Le Convoi sauvage (Man in the Wilderness) : Indian Chief
- 1972 : The Doomsday Machine (en) : Dr. Christopher Perry
- 1974 : The Tribe (TV) : Cana
- 1975 : The Log of the Black Pearl (TV) : Alexander Sand
- 1975 : Against a Crooked Sky (en) : Cut Tongue / Narrator
- 1976 : Won Ton Ton, the Dog Who Saved Hollywood : Silent film director
- 1976 : Pony Express Rider (en) : Trevor Kingman
- 1978 : Suspect d'office (When Every Day Was the Fourth of July) (TV) : Judge Henry J. Wheeler
- 1978 : F.I.S.T : Win Talbot
- 1979 : The Two Worlds of Jennie Logan (en) (TV) : Harrington
- 1980 : Détective comme Bogart (The Man with Bogart's Face) : Mr. Chevalier
- 1980 : Le Golf en folie (Caddyshack) : The Bishop
- 1980 : Enola Gay: The Men, the Mission, the Atomic Bomb (TV) : Secretary of War Stimson
- 1983 : Sweet Sixteen : Greyfeather

### comme producteur
- 1952 : Sous le plus grand chapiteau du monde (The Greatest Show on Earth)
- 1956 : Les Dix Commandements (The Ten Commandments)
- 1958 : Les Boucaniers (The Buccaneer)
- 1963 : The World's Greatest Showman: The Legend of Cecil B. DeMille (TV)